# 洋峰街道
洋峰街道是中华人民共和国江西省吉安市新干县下辖的一个街道办事处。

## 行政区划
洋峰街道下辖以下村级行政区划单位：
直属分场生活区、洋峰分场生活区、熊家岭林场生活区和拿埠林场生活区。